# Bahía 9 de Julio
La Bahía 9 de Julio (en inglés: King George Bay) es una gran entrada de mar en la costa oeste de la isla Gran Malvina del archipiélago de las Malvinas. Se abre entre el cabo de la Muerte de la isla Gran Malvina y la punta San Julián, al sudeste de la  isla del mismo nombre. 
También se ubica al sur de la bahía San Francisco de Paula y al norte de la bahía San Julián. Administrativamente pertenece al departamento Islas del Atlántico Sur de la provincia de Tierra del Fuego, Antártida e Islas del Atlántico Sur.
La bahía tiene una longitud de 34 km y un ancho de 16 km. Hay dos asentamientos en la bahía: Chartres y Ensenada Roy. El monte Tormenta se encuentra en la costa norte. Contiene numerosas islas, como la Isla Conejo, la isla Montículo, la isla del Medio y las islas del Pasaje. En su lado sudoriental desemboca el río Chartres, que es uno de los más importantes de la isla.